# Walberton
Walberton – wieś w Anglii, w hrabstwie West Sussex, w dystrykcie Arun. Leży 12 km na wschód od miasta Chichester i 82 km na południowy zachód od Londynu. W 2001 miejscowość liczyła 1941 mieszkańców.